# Pompiers humanitaires français
Pompiers humanitaires français (PHF) est une organisation de solidarité internationale, spécialisée dans les missions de protection civile à l'étranger, créée en 2005 et basée à Saint-Étienne dans la Loire.

## Missions d'urgence
PHF a réalisé nombre de missions dites d'urgence, visant à apporter rapidement un soutien à des populations sinistrées à la suite d'une catastrophe naturelle : aide médicale, aide logistique, potabilisation de l'eau. Ces missions sont ponctuelles  et généralement de courte durée.
PHF est intervenue en 2005 aux États-Unis pour apporter son aide après l'ouragan Katrina, puis en Haïti en 2010 à la suite d'un séisme, y envoyant six équipes pour venir en aide aux habitants.
Après le séisme en 2015 au Népal, deux médecins urgentistes, deux infirmières et cinq sapeurs-pompiers sont partis sur place.
Un séisme puis un tsunami ayant touché, fin septembre 2018, l'île de Célèbes en Indonésie, PHF s'y est rendu pour effectuer des soins auprès des victimes, et faire de la recherche et apporter son soutien dans des zones reculées,.

## Missions de développement durable
PHF effectue également des missions de développement durable, principalement au Mali et à Madagascar, qui ont pour objectifs la création de centres de protection civile et la mise en place et le suivi de systèmes de protection civile. Deux antennes locales ont vu le jour : Pompiers humanitaires maliens (PHM) et Pompiers humanitaires de Madagascar (PHMada).
Au cours de ces missions, les agents font le lien avec les autorités, rencontrent les pompiers, les associations partenaires et font le point sur ce qui fonctionne et ce qui peut être amélioré, afin de pérenniser les projets mis en place. PHF peut avoir d'autres objectifs au cours de ces missions comme la formations d'agents sur place  ou le transfert de matériel spécifique, notamment des véhicules pompiers,.

## Missions de renfort temporaire
PHF intervient également pour des missions de renfort temporaire, demandées par les ambassades de France, afin de former des agents dans un pays. C'est le cas de la Centrafrique, où PHF s'est déplacé à Bangui en 2017 afin de transférer du matériel (ambulances, fourgons, tenues d'intervention) et de former des sapeurs-pompiers aux secours à la personne, aux  secours routiers et à la lutte contre les incendies.

## Séminaires de protection civile
L'association organise des séminaires de protection civile afin de favoriser les échanges entre les acteurs de ce milieu. En 2015, PHF a organisé à Saint-Étienne un séminaire sur les risques climatiques. En 2017, PHF s'est rendu aux assises de la coopération décentralisée à Madagascar, puis au congrès de l’association des Pompiers humanitaires francophones (organisé par PHF et PHM).

## Partenaires
PHF a des liens étroits avec le milieu pompier. L'association a signé la charte éthique des ONG et associations de sapeurs-pompiers mise en place par la Fédération nationale des sapeurs-pompiers de France. Le SDIS 42 est un partenaire important de PHF : une convention officialise la relation entre les deux.
Le SDIS met des locaux à la disposition de l'association et peut lui céder du matériel professionnel. La ville de Saint-Étienne, le département de la Loire, la région Auvergne-Rhône-Alpes ou encore les ambassades de France sont des partenaires financiers de l'association.
PHF travaille notamment avec les associations Les Enfants du Noma, Cart'ONG et l'association ASSE Cœur-Vert.